# Quadrangles de Vénus
Pour les articles homonymes, voir Quadrangle (homonymie).
Afin de faciliter leur étude, la surface des planètes du Système solaire a été divisée par l'Institut d'études géologiques des États-Unis (United States Geological Survey, USGS), au fur et à mesure de leur exploration, en « quadrangles », cartographiés selon des échelles variables généralement de 1 / 5 000 000 pour les cartes altimétriques régionales, souvent plus petite pour les cartes géologiques locales. La surface de Mars est ainsi découpée en 30 quadrangles disponibles en cartes au 1 / 5 000 000, tandis que celle Vénus, plus vaste, est répartie entre 62 quadrangles cartographiés au 1 / 5 000 000, et 8 quadrangles régionaux au 1 / 10 000 000.

## Cartes altimétriques de Vénus au1 / 10 000 000

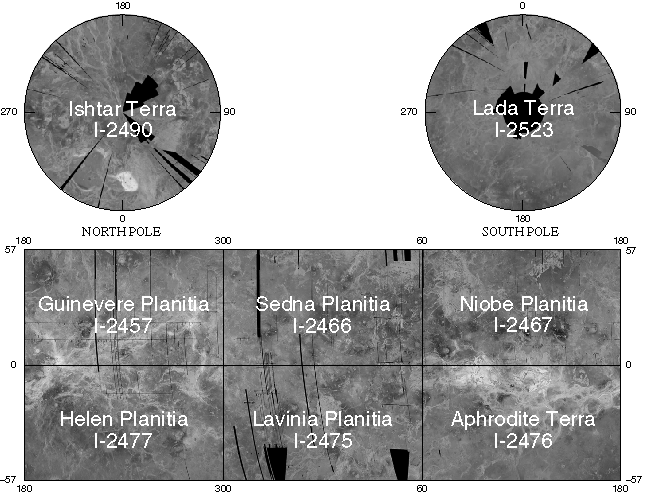
Quadrangles régionaux de Vénus, permettant une représentation au 1 / 10000000.

L'USGS a divisé la surface de Vénus en 8 quadrangles régionaux, permettant une représentation au 1 / 10 000 000.
| Quadrangle         | Numéro | Latitude   | Longitude    |
| ------------------ | ------ | ---------- | ------------ |
| Ishtar Terra       | I-2490 | 57 à 90° N | 0 à 360° E   |
| Guinevere Planitia | I-2457 | 0 à 57° N  | 180 à 300° E |
| Sedna Planitia     | I-2466 | 0 à 57° N  | 300 à 60° E  |
| Niobe Planitia     | I-2467 | 0 à 57° N  | 60 à 180° E  |
| Helen Planitia     | I-2477 | 0 à 57° S  | 180 à 300° E |
| Lavinia Planitia   | I-2475 | 0 à 57° S  | 300 à 60° E  |
| Aphrodite Terra    | I-2476 | 0 à 57° S  | 60 à 180° E  |
| Lada Terra         | I-2523 | 57 à 90° S | 0 à 360° E   |

| Ishtar Terra       |                  |                 |
| Guinevere Planitia | Sedna Planitia   | Niobe Planitia  |
| Helen Planitia     | Lavinia Planitia | Aphrodite Terra |
| Lada Terra         |                  |                 |

## Cartes radar de Vénus au1 / 5 000 000

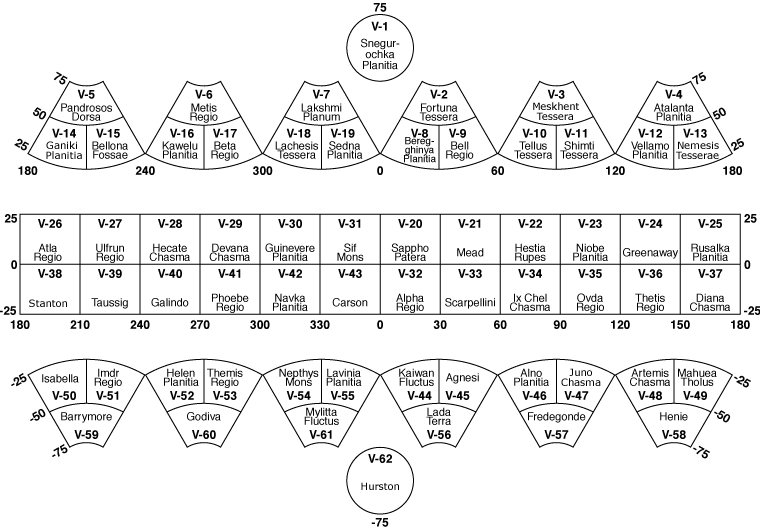
Quadrangles de Vénus, permettant une représentation au 1 / 5000000.

L'USGS a divisé la surface de Vénus en 62 quadrangles permettant une représentation au 1 / 5 000 000.
| Quadrangle           | Numéro | Latitude   | Longitude    |
| -------------------- | ------ | ---------- | ------------ |
| Snegurochka Planitia | V-1    | 75 à 90° N | 0 à 360° E   |
| Fortuna Tessera      | V-2    | 50 à 75° N | 0 à 60° E    |
| Meskhent Tessera     | V-3    | 50 à 75° N | 60 à 120° E  |
| Atalanta Planitia    | V-4    | 50 à 75° N | 120 à 180° E |
| Pandrosos Dorsa      | V-5    | 50 à 75° N | 180 à 240° E |
| Metis Mons           | V-6    | 50 à 75° N | 240 à 300° E |
| Lakshmi Planum       | V-7    | 50 à 75° N | 300 à 360° E |
| Bereghinya Planitia  | V-8    | 25 à 50° N | 0 à 30° E    |
| Bell Regio           | V-9    | 25 à 50° N | 30 à 60° E   |
| Tellus Tessera       | V-10   | 25 à 50° N | 60 à 90° E   |
| Shimti Tessera       | V-11   | 25 à 50° N | 90 à 120° E  |
| Vellamo Planitia     | V-12   | 25 à 50° N | 120 à 150° E |
| Nemesis Tesserae     | V-13   | 25 à 50° N | 150 à 180° E |
| Ganiki Planitia      | V-14   | 25 à 50° N | 180 à 210° E |
| Bellona Fossae       | V-15   | 25 à 50° N | 210 à 240° E |
| Kawelu Planitia      | V-16   | 25 à 50° N | 240 à 270° E |
| Beta Regio           | V-17   | 25 à 50° N | 270 à 300° E |
| Lachesis Tessera     | V-18   | 25 à 50° N | 300 à 330° E |
| Sedna Planitia       | V-19   | 25 à 50° N | 330 à 360° E |
| Sappho Patera        | V-20   | 0 à 25° N  | 0 à 30° E    |
| Mead                 | V-21   | 0 à 25° N  | 30 à 60° E   |
| Hestia Rupes         | V-22   | 0 à 25° N  | 60 à 90° E   |
| Niobe Planitia       | V-23   | 0 à 25° N  | 90 à 120° E  |
| Greenaway            | V-24   | 0 à 25° N  | 120 à 150° E |
| Rusalka Planitia     | V-25   | 0 à 25° N  | 150 à 180° E |
| Atla Regio           | V-26   | 0 à 25° N  | 180 à 210° E |
| Ulfrun Regio         | V-27   | 0 à 25° N  | 210 à 240° E |
| Hecate Chasma        | V-28   | 0 à 25° N  | 240 à 270° E |
| Devana Chasma        | V-29   | 0 à 25° N  | 270 à 300° E |
| Guinevere Planitia   | V-30   | 0 à 25° N  | 300 à 330° E |
| Sif Mons             | V-31   | 0 à 25° N  | 330 à 360° E |
| Alpha Regio          | V-32   | 0 à 25° S  | 0 à 30° E    |
| Scarpellini          | V-33   | 0 à 25° S  | 30 à 60° E   |
| Ix Chel Chasma       | V-34   | 0 à 25° S  | 60 à 90° E   |
| Ovda Regio           | V-35   | 0 à 25° S  | 90 à 120° E  |
| Thetis Regio         | V-36   | 0 à 25° S  | 120 à 150° E |
| Diana Chasma         | V-37   | 0 à 25° S  | 150 à 180° E |
| Stanton              | V-38   | 0 à 25° S  | 180 à 210° E |
| Taussig              | V-39   | 0 à 25° S  | 210 à 240° E |
| Galindo              | V-40   | 0 à 25° S  | 240 à 270° E |
| Phoebe Regio         | V-41   | 0 à 25° S  | 270 à 300° E |
| Navka Planitia       | V-42   | 0 à 25° S  | 300 à 330° E |
| Carson               | V-43   | 0 à 25° S  | 330 à 360° E |
| Kaiwan Fluctus       | V-44   | 25 à 50° S | 0 à 30° E    |
| Agnesi               | V-45   | 25 à 50° S | 30 à 60° E   |
| Aino Planitia        | V-46   | 25 à 50° S | 60 à 90° E   |
| Juno Chasma          | V-47   | 25 à 50° S | 90 à 120° E  |
| Artemis Chasma       | V-48   | 25 à 50° S | 120 à 150° E |
| Mahuea Tholus        | V-49   | 25 à 50° S | 150 à 180° E |
| Isabella             | V-50   | 25 à 50° S | 180 à 210° E |
| Imdr Regio           | V-51   | 25 à 50° S | 210 à 240° E |
| Helen Planitia       | V-52   | 25 à 50° S | 240 à 270° E |
| Themis Regio         | V-53   | 25 à 50° S | 270 à 300° E |
| Nepthys Mons         | V-54   | 25 à 50° S | 300 à 330° E |
| Lavinia Planitia     | V-55   | 25 à 50° S | 330 à 360° E |
| Lada Terra           | V-56   | 50 à 75° S | 0 à 60° E    |
| Fredegonde           | V-57   | 50 à 75° S | 60 à 120° E  |
| Henie                | V-58   | 50 à 75° S | 120 à 180° E |
| Barrymore            | V-59   | 50 à 75° S | 180 à 240° E |
| Godiva               | V-60   | 50 à 75° S | 240 à 300° E |
| Mylitta Fluctus      | V-61   | 50 à 75° S | 300 à 360° E |
| Hurston              | V-62   | 75 à 90° S | 0 à 360° E   |

| Snegurochka Planitia |                 |                 |               |                    |                  |                     |                 |                  |                  |                   |                   |
| Pandrosos Dorsa      | Pandrosos Dorsa | Metis Mons      | Metis Mons    | Lakshmi Planum     | Lakshmi Planum   | Fortuna Tessera     | Fortuna Tessera | Meskhent Tessera | Meskhent Tessera | Atalanta Planitia | Atalanta Planitia |
| Ganiki Planitia      | Bellona Fossae  | Kawelu Planitia | Beta Regio    | Lachesis Tessera   | Sedna Planitia   | Bereghinya Planitia | Bell Regio      | Tellus Tessera   | Shimti Tessera   | Vellamo Planitia  | Nemesis Tesserae  |
| Atla Regio           | Ulfrun Regio    | Hecate Chasma   | Devana Chasma | Guinevere Planitia | Sif Mons         | Sappho Patera       | Mead            | Hestia Rupes     | Niobe Planitia   | Greenaway         | Rusalka Planitia  |
| Stanton              | Taussig         | Galindo         | Phoebe Regio  | Navka Planitia     | Carson           | Alpha Regio         | Scarpellini     | Ix Chel Chasma   | Ovda Regio       | Thetis Regio      | Diana Chasma      |
| Isabella             | Imdr Regio      | Helen Planitia  | Themis Regio  | Nepthys Mons       | Lavinia Planitia | Kaiwan Fluctus      | Agnesi          | Aino Planitia    | Juno Chasma      | Artemis Chasma    | Mahuea Tholus     |
| Barrymore            | Barrymore       | Godiva          | Godiva        | Mylitta Fluctus    | Mylitta Fluctus  | Lada Terra          | Lada Terra      | Fredegonde       | Fredegonde       | Henie             | Henie             |
| Hurston              |                 |                 |               |                    |                  |                     |                 |                  |                  |                   |                   |